# Ludwig Schröder (Schriftsteller)
Ludwig Schröder (* 26. Juni 1863 in Soest; – 17. November 1934 in Iserlohn) war ein deutscher Lehrer und niederdeutscher Schriftsteller.

## Leben
Ludwig Schröder wuchs zeitweise bei Verwandten auf dem Lande auf, wo er auch die niederdeutsche Sprache erlernte.
Von 1879 bis 1883 besuchte er das Lehrerseminar in Soest.
Danach wurde er Lehrer in Iserlohn und zuletzt Konrektor.

## Schriften
Ludwig Schröder verfasste verschiedene Texte in hochdeutscher und in niederdeutscher Sprache
Niederdeutsche Texte
- Chronika van Saust. Mit viellen schoinen Billern. Lenz, Leipzig 1896. 184 S. (= Chroniken niederdeutscher Städte 1); Neuauflage, Lenz, Leipzig 1928; Nachdruck 1983
- Riägenbuogen. Siewen Geschichten. Fredebeul & Koenen, Essen 1906. 142 S.
- Pükkelken un annere Geschichten in Sauster Platt. Jugendherbergsverlag, Hilchenbach 1920. 188 S. (= Unsere Heimatbücherei 12/13). 190 S.

Hochdeutsche Texte
- Die goldene Hochzeit, Lustspiel, Reclam Leipzig, 1896
- Führer durch Iserlohn und Umgebung, Bischoff, Iserlohn 1902. 40 S.
- Ferdinand Freiligrath. Sein Leben und Schaffen, Hesse, Leipzig 1907. 119 S.
- Haltet aus im Sturmgebraus, 1915, Unterstützung im Ersten Weltkrieg
- Westfälische Heimatliteratur. Ein kritischer Wegweiser. Im Auftrag des Westfälischen Heimatbundes, Münster: Aschendorff, Münster, 1926; 2. Auflage 1928, 80 S.

- Clara Viebig, in Stimmen der Gegenwart, 7, 1901, S. 183–218 Digitalisat